# Тако кубинський

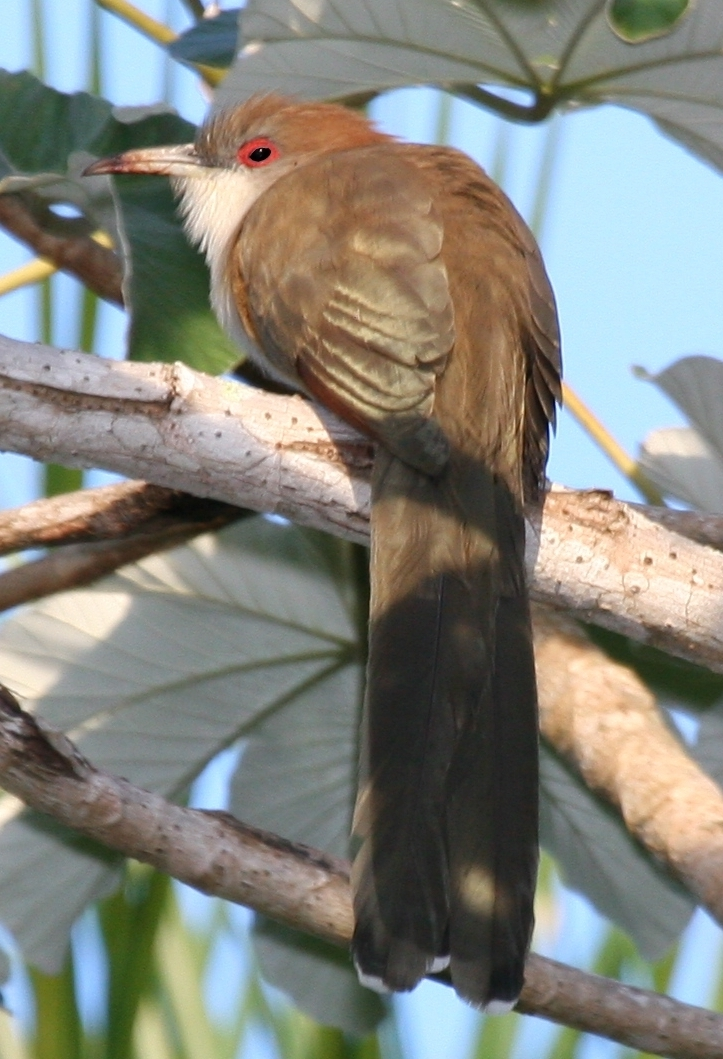
Кубинський тако

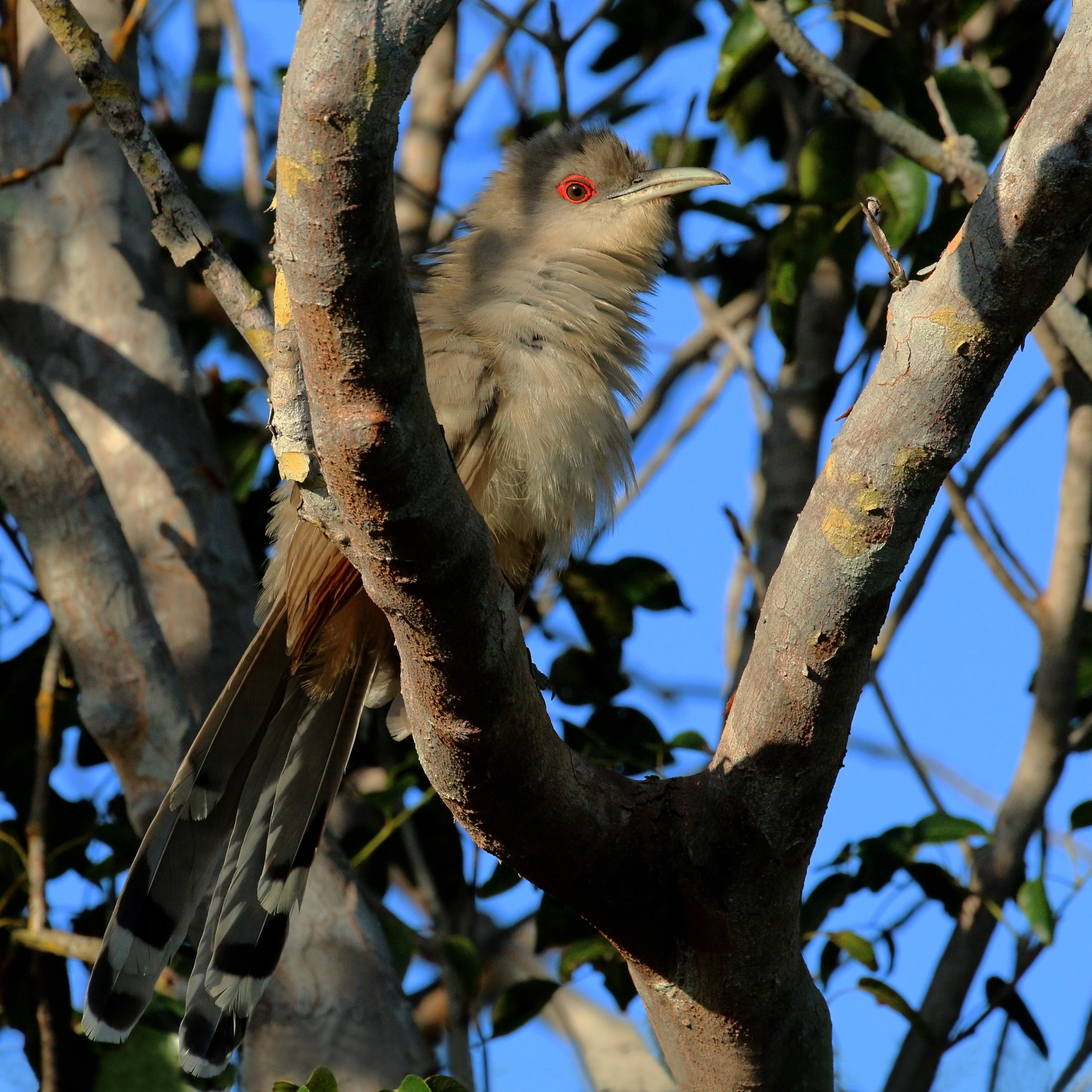
Кубинський тако (підвид C. m. santamariae, заповідник Кайо-Коко, Куба)

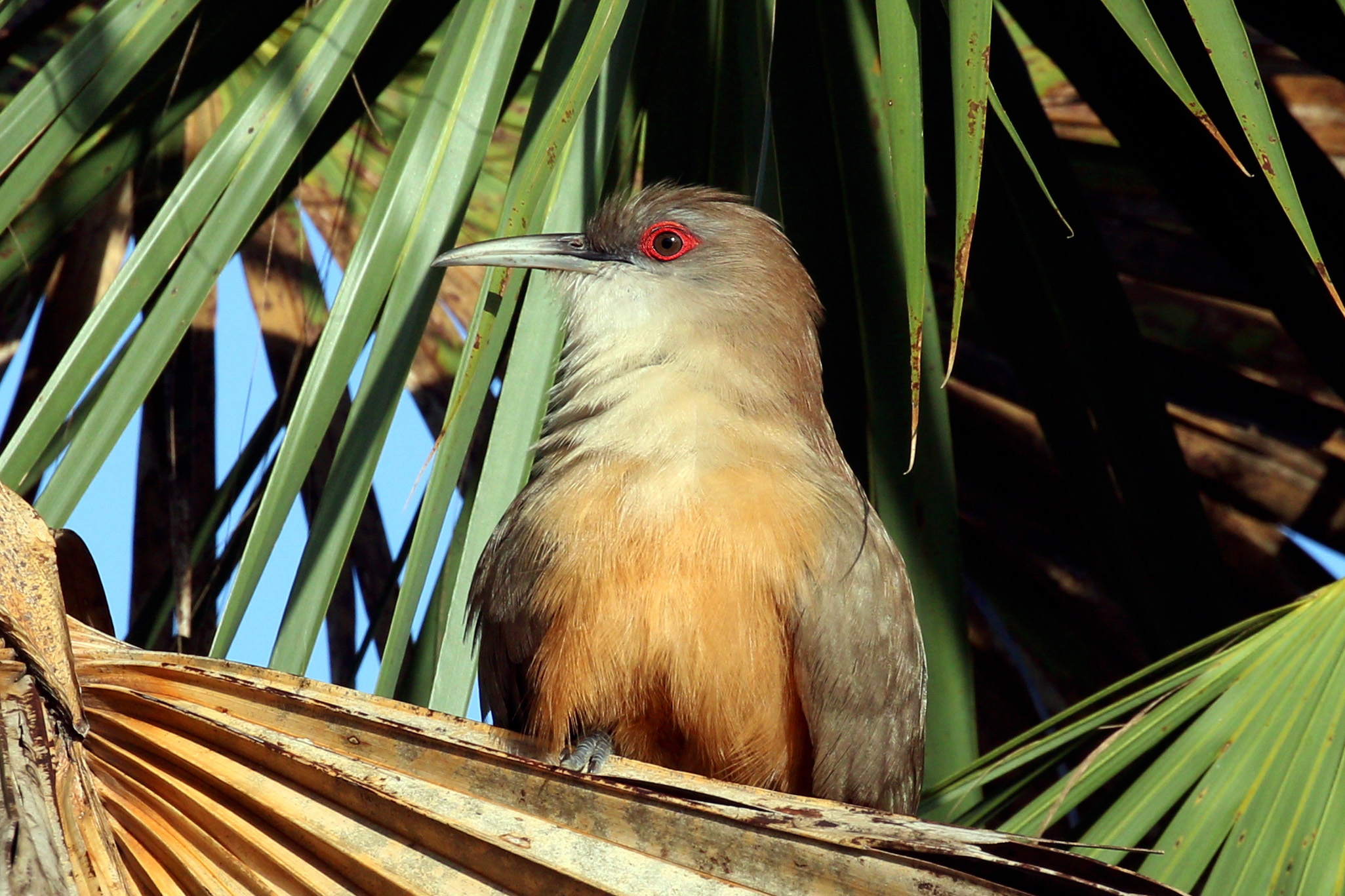
Кубинський тако (болото Сапата, Куба)

Та́ко кубинський (Coccyzus merlini) — вид зозулеподібних птахів родини зозулевих (Cuculidae). Мешкає на Кубі та на Багамських Островах.

## Опис
Довжина птаха становить 44-55 см, вага 155 г. Верхня частина тіла сірувато-коричнева або сіра, горло і груди білуваті, живіт каштановий. На крилах руді плями, особливо помітні в польоті. Хвіст довгий, східчастий, знизу смугастий, чорно-білий, на кінці світло-коричневий. Дзьоб довгий, чорний, дещо вигнутий, навколо очей кільця червоної голої шкіри.

## Підвиди
Виділяють чотири підвидів:
- C. m. bahamensis (Bryant, H, 1864) — острови Андрос, Ельютера і Харбор[en], раніше також Нью-Провіденс (Багамські острови);
- C. m. santamariae (Garrido, 1971) — острівці на північ від Куби;
- C. m. merlini (d'Orbigny, 1839) — Куба;
- C. m. decolor (Bangs & Zappey, 1905) — острів Ісла-де-ла-Хувентуд.

Деякі дослідники виділяють підвид C. m. bahamensis у окремий вид Coccyzus bahamensis.

## Поширення і екологія
Кубинські тако живуть у вологих рівнинних і гірських тропічних лісах, в сухих тропічних лісах і чагарникових заростях та на кавових плантаціях. Зустрічаються на висоті до 1200 м над рівнем моря. Живляться переважно ящірками, а також іншими дрібними плазунами, дрібними гризунами, великими комахами, личинками і павуками. Гніздо чашоподібне, в кладці 2-3 яйця.